# Evenus sumptuosus
Evenus sumptuosus is een vlinder uit de familie van de Lycaenidae. De wetenschappelijke naam van de soort werd als Thecla sumptuosa gepubliceerd in 1907 door Hamilton Herbert Druce.